# Arhanhelska Sloboda, Kahovka
Arhanhelska Sloboda (în ucraineană Архангельська Слобода) este localitatea de reședință a comunei Arhanhelska Sloboda din raionul Kahovka, regiunea Herson, Ucraina.

## Demografie
Componența lingvistică a localității Arhanhelska Sloboda
     Ucraineană (87,76%)
     Rusă (10,21%)
     Română (1,5%)
     Alte limbi (0,44%)
Conform recensământului din 2001, majoritatea populației localității Arhanhelska Sloboda era vorbitoare de ucraineană (87,76%), existând în minoritate și vorbitori de rusă (10,21%) și română (1,5%).